# Росамунд Пилчер
Росамунд Пилчер (енгл. Rosamunde Pilcher; Лелант, 22. септембар 1924 — Лонгфорган, 6. фебруар 2019) је била британска списатељица љубавних романа, популарних нарочито међу немачким читаоцима. Према њеним романима снимљен је велики број романтичних љубавних филмова.

## Биографија
Росамунд Пилчер рођена је 22. септембра 1924. у Леланту (Корнвол, Енглеска) као Росамунд Скот (Rosamunde Scott) као ћерка Хелен и Чарлса Скота, британског заповедника. Уочи њеног рођења отац је прекомандован у Бурму, док је мајка остала у Енглеској. Током Другог светског рата радила је у Министарству спољних послова, а затим у Краљевској морнарици (1943-1946). По напуштању службе удала се, 7. децембра 1946. године, за Грејема Хоуп Пилчера (Graham Hope Pilcher, 1946-2009), индустријалца и ратног хероја, са којим се преселила Данди у Штској, где је живела Има две ћерке, два сина и четрнаест унука. Њен син, Робин Пилчер, такође је романописац. Преминула је 6. фебруара 2019. године.

## Књижевни рад
Росамунд Пилчер почела је да пише кад је имала само седам година, а своју прву кратку причу објавила је са 18 година. Први роман, љубавну романсу, објавила је 1949. године под псеудонимом Џејн Фрејзер (Jane Fraser). Под истим псеудонимом објавила је десет романа. Године 1955. почела је да објављује романе под својим именом Росамунд Пилчер, а од 1965. под својим правим именом објављивала све своје романе.
Росамунд илчер написала је 28 романа и велики број приповедака, а међу најпопуларнијим романима су:
- Успавани тигар (Sleeping Tiger, 1967)
- Крај лета (The End of Summer, 1971)
- Празна кућа (The Empty House, 1973)
- Олујни дан (The Day of the Storm, 1975)
- Дивља мајчина душица (Wild Mountain Thyme, 1978)
- Повратак кући (Coming Home, 1995)

Престала је да пише 2000. године. На српском језику до сада је објављен само роман Дивља мајчина душица.

## Награде и признања
1996. године удружење Romantic Novelists' Association прогласило је њен роман Повратак кући за најбољи љубавни роман године.
Године 2002. британска краљица Елизабета II доделила јој је Краљевски орден Велике Британије (Order of the British Empire).

## Културолошки утицај
Љубавни романи Росамунд Пилчер ванвременска су ризница нераскидиво јаких мушко-женских односа. Читани су широм света, и доживели су велики успех не само у у Енглеској, већ и у Немачкој и Француској. Послужили су и као инспирација за велики број љубавних филмова. Захваљујући овако великој популарности романа, а касније и филмова, велики број туриста из целог света, а посебно немачких, још увек хрли у Корнвол, позорницу великог броја њених романа.